# 紫藤園
紫藤園又稱嘉定紫藤園，是中華人民共和國上海市嘉定區嘉定鎮街道的一個以紫藤为主题的公園，面積10600平方米。紫藤園為嘉定區與日本岡山縣和氣町的友好交流項目，內有從日本引進的紫藤，由和氣町町長藤本道生贈送。園內的紫藤一般於4月中下旬開花。紫藤園開建於1996年，2000年4月建成對外開放。

## 园区
公园四周设有花岗石墩铁栅围墙，正门入园墙上刻有园名，一进入便是石刻晨曦照壁。由水池、照壁、假山、亭子、小桥、石灯笼等，构成园内各景，卵石边框灰色水泥块小路通往各景点。其中2000平方米的水景分散于公园内，水池内有喷泉、鱼儿、葫芦、荷花、睡莲等景观。